# Hook (lutador)
Tyler Cole Senerchia (Massapequa, 4 de maio de 1999) é um lutador de wrestling profissional americano, mais conhecido pelo nome de ringue Hook (muitas vezes estilizado como HOOK). Ele atualmente está contratado pela All Elite Wrestling (AEW), onde atualmente detém o FTW Championship, título estabelecido por seu pai Taz, em seu primeiro reinado.

## Carreira no wrestling profissional

### All Elite Wrestling (2020-presente)
No episódio de 16 de dezembro de 2020 do AEW Dynamite, Senerchia, sob o nome de ringue Hook, fez sua primeira aparição na All Elite Wrestling como um heel, alinhando-se ao Team Taz (Taz, Brian Cage, Ricky Starks e Powerhouse Hobbs). Em 8 de dezembro de 2021, Hook fez sua estreia no wrestling profissional contra Fuego Del Sol em um episódio do AEW Rampage que foi ao ar dois dias depois. Hook venceu a luta por submissão com um half nelson choke chamado Redrum. Logo após a luta ir ao ar, Tony Khan anunciou que Hook havia assinado um contrato com a empresa. A estreia de Hook, que se tornou um meme da internet antes da luta, recebeu elogios da crítica, com vários elogiando seu nível de habilidade, apesar de ser um novato. Duas semanas depois, Hook derrotaria rapidamente Bear Bronson no AEW Rampage: Holiday Bash. Sua próxima luta seria uma vitória sobre Aaron Solo, que daria início a uma rivalidade com QT Marshall. A rivalidade culminaria com Hook derrotando Marshall no AEW Revolution: The Buy In em 6 de março de 2022. Desde maio, Hook começou a trabalhar com Danhausen. Em 27 de julho no Fight for the Fallen, Hook derrotou Ricky Starks pelo FTW Championship, título estabelecido por seu pai na promoção Extreme Championship Wrestling (ECW) e reintroduzido na AEW.

## Estilo e personalidade no wrestling profissional
O finalizador de Hook, chamado Redrum, é um half nelson choke (também conhecido como kata ha jime), o mesmo finalizador de seu pai, o Tazmission. Ele foi apelidado de "The Cold-Hearted Handsome Devil".
Hook usa a música "The Chairman's Intent" do Action Bronson do álbum Blue Chips 7000 como tema de entrada.

## Vida pessoal
Senerchia é filho do lutador profissional Peter Senerchia, conhecido profissionalmente como Taz. Ele é descendente de italianos.
Senerchia jogou lacrosse na Plainedge High School, conquistando todas as honras estaduais e ficando em 74º lugar no país pelo Inside Lacrosse. Em 2018, Senerchia atuou como meio-campista do time masculino de lacrosse Bucknell Bison; ele posteriormente foi transferido para o Sacred Heart Pioneers.

## Títulos e prêmios
- All Elite Wrestling
  - FTW Championship (1 vez, atual)
- Pro Wrestling Illustrated
  - Novato do ano (2022)

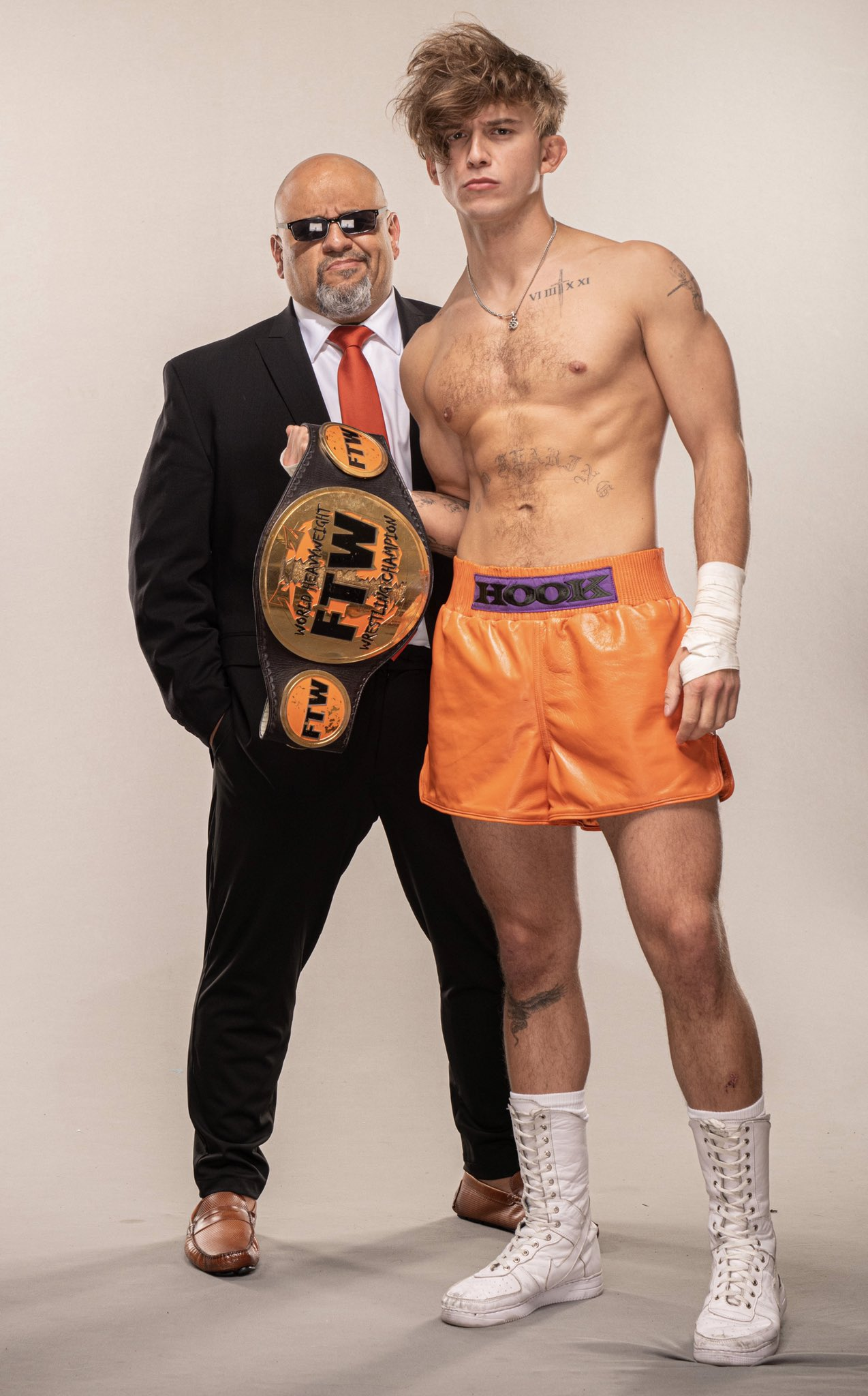
Hook como Campeão da FTW em 2022 ao lado de seu pai Taz.

  - A PWI colocou Hook na 124ª posição dos 500 melhores lutadores na PWI 500 em 2022[20]